# 폴 아이딩
폴 아이딩(영어: Paul Eiding, 1957년 3월 28일 ~ )은 미국의 성우이다. 미국 애니메이션 《벤10》의 맥스 테니슨 역, 게임 스타크래프트의 알다리스 대법관 역, 메탈 기어 솔리드 시리즈의 로이 캠벨 역이 대표작이다.

## 성우 출연작 목록

### 미국 애니메이션
- 벤10 - 맥스 테니슨
- 트랜스포머 - 퍼셉터

### 게임
- 콜 오브 듀티: 모던 워페어 3 - 미합중국 대통령
- 디아블로 - 내레이터
- 폴아웃 3 - 네이선
- 메탈 기어 솔리드 - 로이 캠벨